# Білаблареш
Білаблареш — невелике село в провінції Жирона та автономній спільноті Каталонія, Іспанія.